# Franz Gerger
Franz Gerger (ur. 4 września 1867 w Felsőrönök – zm. 27 marca 1937 w Grazu) – austriacki kolarz torowy i szosowy, brązowy medalista torowych mistrzostw świata.

## Kariera
Największy sukces w karierze Franz Gerger osiągnął w 1896 roku, kiedy zdobył brązowy medal w wyścigu za startu zatrzymanego zawodowców podczas torowych mistrzostw świata w Kopenhadze. W zawodach tych wyprzedzili go jedynie dwaj Brytyjczycy: Arthur Chase oraz Jack Stocks. W tej samej konkurencji Gerger zdobył również złoty medal na rozgrywanych rok później mistrzostwach Europy. Startował również w wyścigach szosowych, zajmując między innymi trzecie miejsce w wyścigu Wiedeń – Berlin w 1893 roku i Mediolan – Monachium rok później. Nigdy nie wystartował na igrzyskach olimpijskich.